# Bảo tàng Vùng Augustów ở Augustów
Bảo tàng Vùng Augustów ở Augustów (tiếng Ba Lan: Muzeum Ziemi Augustowskiej w Augustowie) là một bảo tàng tọa lạc tại số 7 Phố Hoża, Augustów, Ba Lan. Bảo tàng hoạt động trong cơ cấu tổ chức của Viện Văn hóa Augustów.

## Lịch sử
Bảo tàng Vùng Augustów ở Augustów được thành lập vào năm 1973 từ sự hợp nhất của hai tổ chức do Hội những người yêu thích vùng đất Augustów điều hành là Bảo tàng Xã hội của Vùng Augustów và Bảo tàng Kênh đào Augustów. Trong giai đoạn 1975-1985, Bảo tàng có tên là Bảo tàng ở Augustów và hoạt động như một chi nhánh của Bảo tàng Huyện ở Suwałki. Từ năm 1985, Bảo tàng là một đơn vị trực thuộc thị trấn. Sáu năm sau, Bảo tàng trở thành một phần của Viện Văn hóa Augustów.

## Triển lãm

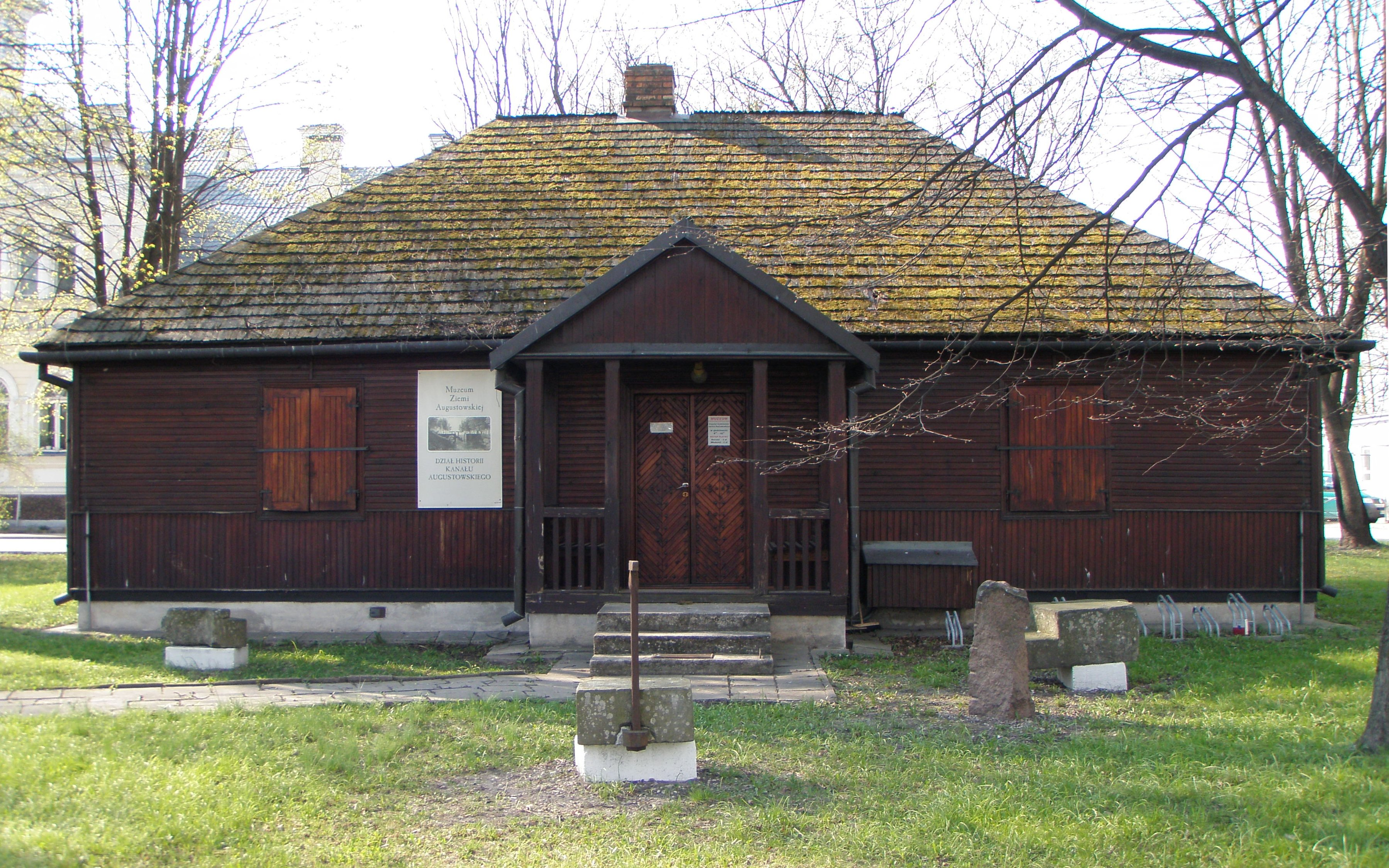
Tòa nhà chính quyền cảng

Bộ sưu tập của Bảo tàng Vùng Augustów ở Augustów được đặt trong hai tòa nhà:
- Tòa nhà ở số 7 Phố Hoża (cũng là trụ sở của Thư viện Công cộng Thành phố) có triển lãm dân tộc học về văn hóa dân gian (bao gồm các cuộc triển lãm liên quan đến thủ công mỹ nghệ: dệt, gốm, đan giỏ, nông nghiệp và ngư nghiệp) và các cuộc triển lãm tạm thời.
- Tòa nhà chính quyền cảng ở số 5a Phố 29 tháng 11 có một cuộc triển lãm thường trực mang tên "Lịch sử xây dựng và hoạt động của Kênh đào Augustów, với trọng tâm là vai trò của Tướng Ignacy Prądzyński".

Ngoài ra, Bảo tàng cũng có một bộ sưu tập lớn các tấm bưu thiếp và ảnh được chụp bởi nhiếp ảnh gia Judel Rotsztejn, ông tác nghiệp tại Augustów trong giai đoạn giữa hai cuộc chiến tranh.

## Giờ mở cửa
Bảo tàng Vùng Augustów ở Augustów hoạt động quanh năm, mở cửa tất cả các ngày trong tuần trừ thứ Hai. Khách tham quan phải trả phí vào cửa.